# Huntleya
Huntleya là một chi phong lan gồm 14 loài. Các loài phân bố trong các khu rừng mây ẩm ướt ở độ cao trung bình Guatemala, [[Costa Rica, Nam Mỹ xuống Bolivia. Loài điển hình "Huntleya meleagris" mọc ở Trinidad. 

## Các loài
- Huntleya apiculata (Rchb.f.) Rolfe
- Huntleya brevis Schltr.
- Huntleya burtii (Endres & Rchb.f.) Rolfe
- Huntleya caroli P.Ortiz
- Huntleya citrina Rolfe
- Huntleya fasciata Fowlie
- Huntleya grandiflora Lam.
- Huntleya gustavii (Rchb.f.) Rolfe
- Huntleya lucida (Rolfe) Rolfe
- Huntleya meleagris Lindl.
- Huntleya sessiliflora Bateman ex Lindl.
- Huntleya vargasii Dodson & D.E.Benn.
- Huntleya waldvogelii Jenny
- Huntleya wallisii (Rchb.f.) Rolfe

## Hình ảnh

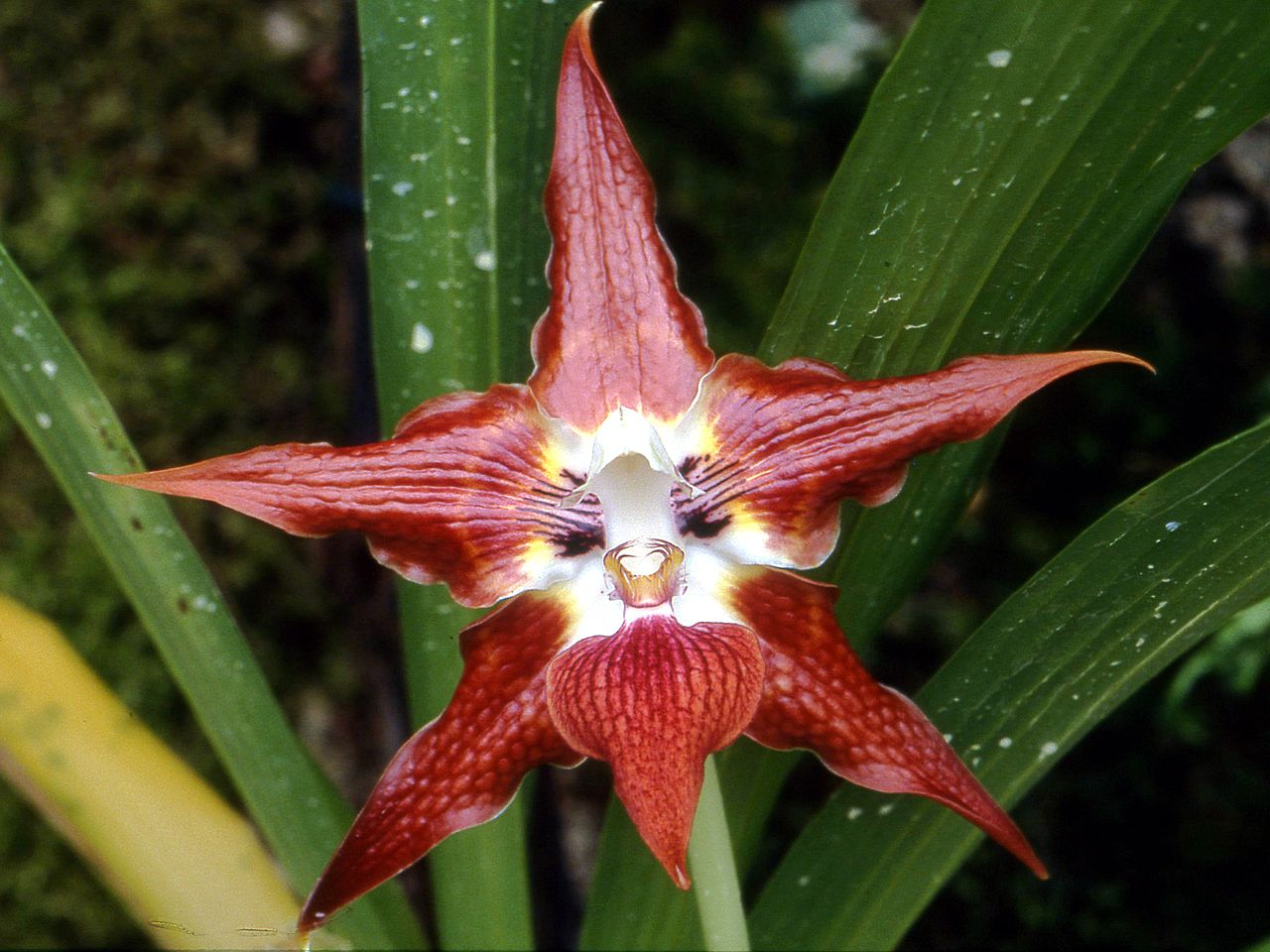
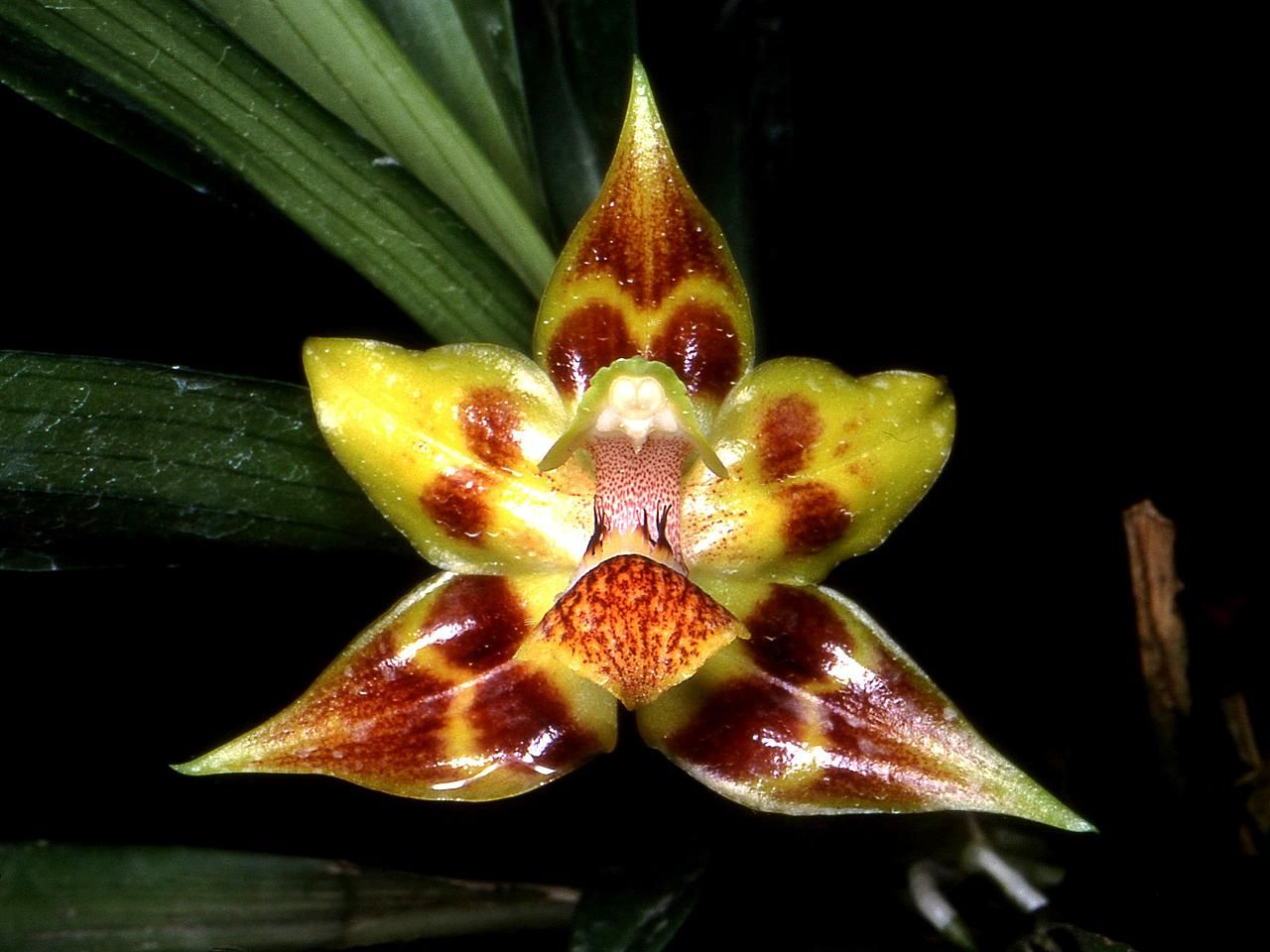